# Símas (duque)
Símas (em grego: Σίμμας; romaniz.: Símmas) foi um oficial militar bizantino de origem huna ativo durante o reinado do imperador Justiniano (r. 527–565). Em 527, quando esteve estacionado junto do oficial Sunicas em Dara, repeliu com sucesso os ataques persas; nesta ocasião é descrito numa das fontes como quiliarca (tribuno).
Mais tarde, em 530, serviu sob Belisário na Batalha de Dara, comandando uma força de 600 cavaleiros junto de Ascano. Em 531, novamente servindo sob Belisário, participou da derrota bizantina na Batalha de Calínico. De acordo com João Malalas, Símas foi duque no Oriente em 531, porém os autores da Prosopografia do Império Romano Tardio deduzem que se trata duma atribuição honorífica.